# 丁俊
丁俊（14世紀—15世紀），字秉村，江西南昌府豐城縣沙湖人，明朝政治人物。

## 生平
丁俊是永樂十五年（1417年）的舉人，宣德二年（1427年）成進士，八年（1433年）獲授行在湖廣道監察御史，巡按福建時有清約風範，部下用膳只吃豆腐，人稱「豆腐御史」，正統二年（1437年）被趙奎彈劾曾把考核姦貪的按察司經歷沈文銘更改按語為老疾，不能正當執法而入獄，次年（1438年）贖徒復官，明英宗下令吏部調部改用，到八年（1443年）再被揭發掩蓋參政顏澤贓罪，降為河南推官，在任內去世，行李只有衣服數襲。
丁俊的弟弟丁倬以徵辟任官，侄子丁璐則是天順元年進士。

## 引用
1. 1 2  同治《豐城縣志·卷十二·人物》：丁俊，字秉村，沙湖人，宣德進士，任監察御史巡撫福建，以清約風，庶僚惟食豆腐，人謂之「豆腐御史」，大中丞陳智每舉以勵羣屬，終以忤權貴謫河南推官卒，同僚檢其篋，故衣數襲而已，弟倬、姪璐。
2. ↑  同治《豐城縣志·卷八·選舉》：永樂十五年丁酉鄉試 解元尹鳳岐……丁俊 詳進士……宣德二年丁未馬愉榜……丁俊 沙湖人，監察御史，有傳
3. ↑  《明宣宗章皇帝實錄·卷一百》：（宣德八年三月戊辰）以九年考最，陞……丁俊、方洙、李聰、魏清、任鳳、馬謹、孫毓、王濬、張忠、李芳……為行在監察御史，俊湖廣道……
4. ↑  《明英宗睿皇帝實錄·卷三十六》：（正統二年十一月丁未）監察御史丁俊下獄，先是俊廵按福建，考其按察司經歷沈文銘姦貪，文銘懇乞易為老疾，俊從之，文銘赴部愬年方少壯、素無疾病為俊誣黜，事下廵按御史趙奎覆之具得俊聽文銘懇狀，奎劾俊不能執法，請治其罪，從之。
5. ↑  《明英宗睿皇帝實錄·卷四十六》：（正統三年九月乙巳）監察御史丁俊初廵按福建，參政顏澤等以朝覲歛民財物下俊鞫問，俊徇私釋之，至是給事中御史劾俊，逮繫法司，擬贖徒還職，上以俊立心如此，何以勝風紀之任，命吏部改用之。
6. ↑  《明英宗睿皇帝實錄·卷一百一》：（正統八年二月丁酉）湖廣道監察御史丁俊廵按福建鞫治參政顏澤贓罪，為之掩覆，上命調俊為河南府推官。